# Nevele
Nevele es un municipio de la región de Flandes, en la provincia de Flandes Occidental, Bélgica.

## Demografía

### Evolución
Todos los datos históricos relativos al actual municipio, el siguiente gráfico refleja su evolución demográfica, incluyendo municipios después de efectuada la fusión el 1 de enero de 1977.
| Gráfica de evolución demográfica de Nevele entre 1846 y 2018 |
|                                                              |

- Datos: Q822651
- Multimedia: Nevele / Q822651

1. ↑  Worldpostalcodes.org, código postal n.º 9850.